# Maltesisk (sprog)
Maltesisk er nationalsproget for republikken Malta. Maltesisk nedstammer fra den arabiske dialekt, der blev talt i Emiratet i Sicilien, som i perioden fra det 9. til det 13. århundrede omfattede Malta.
Maltese har udviklet sig uafhængigt af klassisk arabisk og dets varianter over de seneste 800 år i en gradvist latinisering. Maltesisk anses derfor som en specielt sprog, der nedstammer fra arabisk, men uden nogen diglossisk sammenhæng med klassisk eller moderne standardarabisk, og er klassificeret separat fra arabisk makrosprog. Maltesisk er også unikt blandt de semitiske sprog, da dets morfologi er kraftigt påvirket af de romanske sprog italiensk og siciliansk.
Den oprindelige semitiske grundlag, siciliansk arabisk (siculo arabisk) udgør ca. en tredjedel af ordforrådet i maltesisk, og omfatter særlig ord, der udtrykker grundlæggende værdier eller funktioner, men omkring halvdelen er hentet fra italiensk eller siciliansk; og engelske ord udgør godt 6% af ordene. En undersøgelse fra 2016 viser at maltesisktalende personer er i stand til at forstå under en tredjedel af, hvad der bliver sagt på tunesisk arabisk, der er forbundet med siciliansk arabisk, hvorimod talende af tunesisk arabisk kan forstå omkring 40% af hvad de hører på maltesisk.
Maltesisk er altid blevet skrevet med latinske bogstaver, det tidligste eksempel på maltesiske tekster er fra middelalderen. Maltesisk er det eneste semitiske sprog, der skrives med latinske bogstaver.

## Alfabet
A,a; B,b; Ċ,ċ; D,d; E,e; F,f; Ġ,ġ; G,g; GĦ,għ; H,h; Ħ,ħ; I,i; IE,ie; J,j; K,k; L,l; M,m; N,n; O,o; P,p; Q,q; R,r; S,s; T,t; U,u; V,v; W,w; X,x; Ż,ż; Z,z.